# Betina Riegelhuth
Betina Riegelhuth (* 17. Juni 1987 in Ski, Norwegen) ist eine ehemalige norwegische Handballspielerin.

## Karriere
Betina Riegelhuth begann das Handballspielen in ihrem Heimatort Ski, wo auch ihre Schwester Linn-Kristin Riegelhuth Koren anfangs spielte. Anschließend war sie drei Jahre bei Njård aktiv. Im Jahr 2006 unterschrieb die Rückraumspielerin einen Vertrag bei Bækkelagets SK. Mit dem BSK gewann die Rechtshänderin im selben Jahr die norwegische Juniorinnenmeisterschaft und erhielt Spielanteile in der Eliteserien, der höchsten norwegischen Spielklasse.
2008 wechselte Riegelhuth zum Ligarivalen Storhamar Håndball. In der Saison 2009/10 erzielte sie 112 Tore für Storhamar, wodurch sie den 7. Platz in der Torschützenliste der Eliteserien belegte. In derselben Saison stand sie mit Storhamar im Viertelfinale des Europapokals der Pokalsieger, wo gegen den späteren Sieger ŽRK Budućnost Podgorica Endstation war. In der Saison 2015/16 stand Riegelhuth beim dänischen Erstligisten Team Esbjerg unter Vertrag, mit dem sie die dänische Meisterschaft gewann. Anschließend kehrte sie wieder zu Storhamar Håndball zurück. Im März 2019 zog sie sich eine Knieverletzung zu und wurde anschließend Schwanger. Im Sommer 2021 kehrte sie wieder in den Kader von Storhamar zurück. Nach der Saison 2021/22 beendete sie ihre Karriere.
Riegelhuth absolvierte elf Partien für die norwegische B-Nationalmannschaft. Am 31. Juli 2010 gab sie ihr Debüt in der A-Nationalmannschaft. Mit der A-Nationalmannschaft gewann sie 2014 die Europameisterschaft. Im Hauptrundenspiel gegen Dänemark war sie mit sieben Treffern die erfolgreichste Torschützin ihrer Mannschaft. Ein Jahr später gewann sie die Weltmeisterschaft.
Mit der norwegischen Beachhandball-Nationalmannschaft gewann Riegelhuth 2010 die Beachhandball-Weltmeisterschaft. Im Jahr 2011 nahm sie an der Polizei-Europameisterschaft im Handball teil. Mit der norwegischen Auswahl gewann Riegelhuth die Vize-Europameisterschaft und wurde als bester Specialist in das All-Star-Team berufen.